# Volta a Bèlgica 2022
La Volta a Bèlgica 2022, 91a edició de la Volta a Bèlgica, es disputà entre el 15 i el 19 de juny de 2022 sobre un recorregut de 717,9 km repartits entre cinc etapes. La cursa formava part del calendari de l'UCI ProSeries 2022, amb una categoria 2.Pro.
El vencedor final fou el suís Mauro Schmid (Quick-Step Alpha Vinyl). Tim Wellens (Lotto-Soudal) i Quinten Hermans (Intermarché-Wanty-Gobert Matériaux) completaren el podi.

## Equips participants
L'organització convidà a 22 equips a prendre part en aquesta edició.
| WorldTeams (8)- Bora-Hansgrohe - Intermarché-Wanty-Gobert Matériaux - Lotto-Soudal - Quick-Step Alpha Vinyl - Israel-Premier Tech - Team DSM - Trek-Segafredo - Cofidis ProTeams (6)- B&B Hotels-KTM - Bingoal Pauwels Sauces WB - Sport Vlaanderen-Baloise - Arkéa-Samsic - Uno-X Pro Cycling Team - Alpecin-Fenix Equips continentals (7)- Baloise Trek Lions - Minerva Cycling Team - Tarteletto-Isorex - BEAT Cycling - VolkerWessels Cycling Team - Geofco Doltcini Matériel-vélo.com - Bolton Equities Black Spoke Pro Cycling Equip UCI Ciclocròs - Pauwels Sauzen-Bingoal |
| |

## Etapes
| Etapa    | Data       | Ciutats d'etapa         | type                      | Distància (km) | Desnivell (m) | Vencedor de l'etapa | Líder de la general |
| -------- | ---------- | ----------------------- | ------------------------- | -------------- | ------------- | ------------------- | ------------------- |
| 1a etapa | 15 de juny | Merelbeke – Maarkedal   | etapa plana               | 169,9          | 1.798 m       | Mads Pedersen       | Mads Pedersen       |
| 2a etapa | 16 de juny | Beveren – Knokke-Heist  | etapa plana               | 178,9          | 181 m         | Jasper Philipsen    | Mads Pedersen       |
| 3a etapa | 17 de juny | Scherpenheuvel – Zichem | contrarellotge individual | 11,8           | 49 m          | Yves Lampaert       | Mads Pedersen       |
| 4a etapa | 18 de juny | Durbuy – Durbuy         | etapa accidentada         | 175,2          | 3.326 m       | Quinten Hermans     | Mauro Schmid        |
| 5a etapa | 19 de juny | Gingelom – Beringen     | etapa plana               | 182,1          | 685 m         | Fabio Jakobsen      | Mauro Schmid        |

### Etapa 1
| \| Classificació de l'etapa \| Classificació de l'etapa \| Classificació de l'etapa \| Classificació de l'etapa \| Classificació de l'etapa \| \| Corredor \| Corredor \| Equip \| Temps \| \| \| ------------------------ \| ------------------------ \| ---------------------------------- \| ------------------------ \| ------------------------ \| \| 1r \| Mads Pedersen \| Trek-Segafredo \| 3h 49' 35" \| \| \| 2n \| Tim Wellens \| Lotto-Soudal \| + 0" \| \| \| 3r \| Jasper Philipsen \| Alpecin-Fenix \| + 0" \| \| \| 4t \| Quinten Hermans \| Intermarché-Wanty-Gobert Matériaux \| + 0" \| \| \| 5è \| Robbe Ghys \| Sport Vlaanderen-Baloise \| + 0" \| \| \| 6è \| Lorenzo Rota \| Intermarché-Wanty-Gobert Matériaux \| + 0" \| \| \| 7è \| Florian Sénéchal \| Quick-Step Alpha Vinyl \| + 0" \| \| \| 8è \| Axel Zingle \| Cofidis \| + 0" \| \| \| 9è \| Julian Mertens \| Sport Vlaanderen-Baloise \| + 0" \| \| \| 10è \| Alberto Dainese \| Team DSM \| + 0" \| \| |                  |                                    |            |
| |                  |                                    |            |
| Font: ProCyclingStats |                  |                                    |            |
| Classificació de l'etapa |                  |                                    |            |
| Corredor | Corredor         | Equip                              | Temps      |
| 1r | Mads Pedersen    | Trek-Segafredo                     | 3h 49' 35" |
| 2n | Tim Wellens      | Lotto-Soudal                       | + 0"       |
| 3r | Jasper Philipsen | Alpecin-Fenix                      | + 0"       |
| 4t | Quinten Hermans  | Intermarché-Wanty-Gobert Matériaux | + 0"       |
| 5è | Robbe Ghys       | Sport Vlaanderen-Baloise           | + 0"       |
| 6è | Lorenzo Rota     | Intermarché-Wanty-Gobert Matériaux | + 0"       |
| 7è | Florian Sénéchal | Quick-Step Alpha Vinyl             | + 0"       |
| 8è | Axel Zingle      | Cofidis                            | + 0"       |
| 9è | Julian Mertens   | Sport Vlaanderen-Baloise           | + 0"       |
| 10è | Alberto Dainese  | Team DSM                           | + 0"       |

| \| Classificació general \| Classificació general \| Classificació general \| Classificació general \| Classificació general \| \| Corredor \| Corredor \| Equip \| Temps \| \| \| --------------------- \| --------------------- \| ---------------------------------- \| --------------------- \| --------------------- \| \| 1r \| Mads Pedersen \| Trek-Segafredo \| 3h 49' 19" \| \| \| 2n \| Tim Wellens \| Lotto-Soudal \| + 8" \| \| \| 3r \| Mauro Schmid \| Quick-Step Alpha Vinyl \| + 10" \| \| \| 4t \| Jasper Philipsen \| Alpecin-Fenix \| + 12" \| \| \| 5è \| Yves Lampaert \| Quick-Step Alpha Vinyl \| + 13" \| \| \| 6è \| Quinten Hermans \| Intermarché-Wanty-Gobert Matériaux \| + 16" \| \| \| 7è \| Robbe Ghys \| Sport Vlaanderen-Baloise \| + 16" \| \| \| 8è \| Lorenzo Rota \| Intermarché-Wanty-Gobert Matériaux \| + 16" \| \| \| 9è \| Florian Sénéchal \| Quick-Step Alpha Vinyl \| + 16" \| \| \| 10è \| Axel Zingle \| Cofidis \| + 16" \| \| |                  |                                    |            |
| |                  |                                    |            |
| Font: ProCyclingStats |                  |                                    |            |
| Classificació general |                  |                                    |            |
| Corredor | Corredor         | Equip                              | Temps      |
| 1r | Mads Pedersen    | Trek-Segafredo                     | 3h 49' 19" |
| 2n | Tim Wellens      | Lotto-Soudal                       | + 8"       |
| 3r | Mauro Schmid     | Quick-Step Alpha Vinyl             | + 10"      |
| 4t | Jasper Philipsen | Alpecin-Fenix                      | + 12"      |
| 5è | Yves Lampaert    | Quick-Step Alpha Vinyl             | + 13"      |
| 6è | Quinten Hermans  | Intermarché-Wanty-Gobert Matériaux | + 16"      |
| 7è | Robbe Ghys       | Sport Vlaanderen-Baloise           | + 16"      |
| 8è | Lorenzo Rota     | Intermarché-Wanty-Gobert Matériaux | + 16"      |
| 9è | Florian Sénéchal | Quick-Step Alpha Vinyl             | + 16"      |
| 10è | Axel Zingle      | Cofidis                            | + 16"      |

### Etapa 2
| \| Classificació de l'etapa \| Classificació de l'etapa \| Classificació de l'etapa \| Classificació de l'etapa \| Classificació de l'etapa \| \| Corredor \| Corredor \| Equip \| Temps \| \| \| ------------------------ \| ------------------------ \| ---------------------------------- \| ------------------------ \| ------------------------ \| \| 1r \| Jasper Philipsen \| Alpecin-Fenix \| 3h 48' 42" \| \| \| 2n \| Danny van Poppel \| Bora-Hansgrohe \| + 0" \| \| \| 3r \| Mads Pedersen \| Trek-Segafredo \| + 0" \| \| \| 4t \| Arnaud De Lie \| Lotto-Soudal \| + 0" \| \| \| 5è \| Sasha Weemaes \| Sport Vlaanderen-Baloise \| + 0" \| \| \| 6è \| Alberto Dainese \| Team DSM \| + 0" \| \| \| 7è \| Fabio Jakobsen \| Quick-Step Alpha Vinyl \| + 0" \| \| \| 8è \| Hugo Hofstetter \| Arkéa-Samsic \| + 0" \| \| \| 9è \| Stanisław Aniołkowski \| Bingoal Pauwels Sauces WB \| + 0" \| \| \| 10è \| Gerben Thijssen \| Intermarché-Wanty-Gobert Matériaux \| + 0" \| \| |                       |                                    |            |
| |                       |                                    |            |
| Font: ProCyclingStats |                       |                                    |            |
| Classificació de l'etapa |                       |                                    |            |
| Corredor | Corredor              | Equip                              | Temps      |
| 1r | Jasper Philipsen      | Alpecin-Fenix                      | 3h 48' 42" |
| 2n | Danny van Poppel      | Bora-Hansgrohe                     | + 0"       |
| 3r | Mads Pedersen         | Trek-Segafredo                     | + 0"       |
| 4t | Arnaud De Lie         | Lotto-Soudal                       | + 0"       |
| 5è | Sasha Weemaes         | Sport Vlaanderen-Baloise           | + 0"       |
| 6è | Alberto Dainese       | Team DSM                           | + 0"       |
| 7è | Fabio Jakobsen        | Quick-Step Alpha Vinyl             | + 0"       |
| 8è | Hugo Hofstetter       | Arkéa-Samsic                       | + 0"       |
| 9è | Stanisław Aniołkowski | Bingoal Pauwels Sauces WB          | + 0"       |
| 10è | Gerben Thijssen       | Intermarché-Wanty-Gobert Matériaux | + 0"       |

| \| Classificació general \| Classificació general \| Classificació general \| Classificació general \| Classificació general \| \| Corredor \| Corredor \| Equip \| Temps \| \| \| --------------------- \| --------------------- \| ---------------------------------- \| --------------------- \| --------------------- \| \| 1r \| Mads Pedersen \| Trek-Segafredo \| 7h 37' 57" \| \| \| 2n \| Jasper Philipsen \| Alpecin-Fenix \| + 6" \| \| \| 3r \| Tim Wellens \| Lotto-Soudal \| + 12" \| \| \| 4t \| Danny van Poppel \| Bora-Hansgrohe \| + 14" \| \| \| 5è \| Mauro Schmid \| Quick-Step Alpha Vinyl \| + 14" \| \| \| 6è \| Quinten Hermans \| Intermarché-Wanty-Gobert Matériaux \| + 17" \| \| \| 7è \| Yves Lampaert \| Quick-Step Alpha Vinyl \| + 17" \| \| \| 8è \| Florian Sénéchal \| Quick-Step Alpha Vinyl \| + 17" \| \| \| 9è \| Loïc Vliegen \| Intermarché-Wanty-Gobert Matériaux \| + 18" \| \| \| 10è \| Axel Zingle \| Cofidis \| + 19" \| \| |                  |                                    |            |
| |                  |                                    |            |
| Font: ProCyclingStats |                  |                                    |            |
| Classificació general |                  |                                    |            |
| Corredor | Corredor         | Equip                              | Temps      |
| 1r | Mads Pedersen    | Trek-Segafredo                     | 7h 37' 57" |
| 2n | Jasper Philipsen | Alpecin-Fenix                      | + 6"       |
| 3r | Tim Wellens      | Lotto-Soudal                       | + 12"      |
| 4t | Danny van Poppel | Bora-Hansgrohe                     | + 14"      |
| 5è | Mauro Schmid     | Quick-Step Alpha Vinyl             | + 14"      |
| 6è | Quinten Hermans  | Intermarché-Wanty-Gobert Matériaux | + 17"      |
| 7è | Yves Lampaert    | Quick-Step Alpha Vinyl             | + 17"      |
| 8è | Florian Sénéchal | Quick-Step Alpha Vinyl             | + 17"      |
| 9è | Loïc Vliegen     | Intermarché-Wanty-Gobert Matériaux | + 18"      |
| 10è | Axel Zingle      | Cofidis                            | + 19"      |

### Etapa 3
| \| Classificació de l'etapa \| Classificació de l'etapa \| Classificació de l'etapa \| Classificació de l'etapa \| Classificació de l'etapa \| \| Corredor \| Corredor \| Equip \| Temps \| \| \| ------------------------ \| ------------------------ \| --------------------------------------- \| ------------------------ \| ------------------------ \| \| 1r \| Yves Lampaert \| Quick-Step Alpha Vinyl \| 13' 39" \| \| \| 2n \| Mads Pedersen \| Trek-Segafredo \| + 7" \| \| \| 3r \| Daan Hoole \| Trek-Segafredo \| + 10" \| \| \| 4t \| Oscar Riesebeek \| Alpecin-Fenix \| + 12" \| \| \| 5è \| Lasse Norman Hansen \| Uno-X Pro Cycling Team \| + 14" \| \| \| 6è \| Florian Vermeersch \| Lotto-Soudal \| + 14" \| \| \| 7è \| Aaron Gate \| Bolton Equities Black Spoke Pro Cycling \| + 16" \| \| \| 8è \| Alex Kirsch \| Trek-Segafredo \| + 16" \| \| \| 9è \| Jordi Meeus \| Bora-Hansgrohe \| + 17" \| \| \| 10è \| Tim Wellens \| Lotto-Soudal \| + 19" \| \| |                     |                                         |         |
| |                     |                                         |         |
| Font: ProCyclingStats |                     |                                         |         |
| Classificació de l'etapa |                     |                                         |         |
| Corredor | Corredor            | Equip                                   | Temps   |
| 1r | Yves Lampaert       | Quick-Step Alpha Vinyl                  | 13' 39" |
| 2n | Mads Pedersen       | Trek-Segafredo                          | + 7"    |
| 3r | Daan Hoole          | Trek-Segafredo                          | + 10"   |
| 4t | Oscar Riesebeek     | Alpecin-Fenix                           | + 12"   |
| 5è | Lasse Norman Hansen | Uno-X Pro Cycling Team                  | + 14"   |
| 6è | Florian Vermeersch  | Lotto-Soudal                            | + 14"   |
| 7è | Aaron Gate          | Bolton Equities Black Spoke Pro Cycling | + 16"   |
| 8è | Alex Kirsch         | Trek-Segafredo                          | + 16"   |
| 9è | Jordi Meeus         | Bora-Hansgrohe                          | + 17"   |
| 10è | Tim Wellens         | Lotto-Soudal                            | + 19"   |

| \| Classificació general \| Classificació general \| Classificació general \| Classificació general \| Classificació general \| \| Corredor \| Corredor \| Equip \| Temps \| \| \| --------------------- \| --------------------- \| ---------------------------------- \| --------------------- \| --------------------- \| \| 1r \| Mads Pedersen \| Trek-Segafredo \| 7h 51' 43" \| \| \| 2n \| Yves Lampaert \| Quick-Step Alpha Vinyl \| + 10" \| \| \| 3r \| Tim Wellens \| Lotto-Soudal \| + 24" \| \| \| 4t \| Oscar Riesebeek \| Alpecin-Fenix \| + 25" \| \| \| 5è \| Jasper Philipsen \| Alpecin-Fenix \| + 28" \| \| \| 6è \| Mauro Schmid \| Quick-Step Alpha Vinyl \| + 28" \| \| \| 7è \| Axel Zingle \| Cofidis \| + 38" \| \| \| 8è \| Florian Sénéchal \| Quick-Step Alpha Vinyl \| + 43" \| \| \| 9è \| Quinten Hermans \| Intermarché-Wanty-Gobert Matériaux \| + 46" \| \| \| 10è \| Danny van Poppel \| Bora-Hansgrohe \| + 48" \| \| |                  |                                    |            |
| |                  |                                    |            |
| Font: ProCyclingStats |                  |                                    |            |
| Classificació general |                  |                                    |            |
| Corredor | Corredor         | Equip                              | Temps      |
| 1r | Mads Pedersen    | Trek-Segafredo                     | 7h 51' 43" |
| 2n | Yves Lampaert    | Quick-Step Alpha Vinyl             | + 10"      |
| 3r | Tim Wellens      | Lotto-Soudal                       | + 24"      |
| 4t | Oscar Riesebeek  | Alpecin-Fenix                      | + 25"      |
| 5è | Jasper Philipsen | Alpecin-Fenix                      | + 28"      |
| 6è | Mauro Schmid     | Quick-Step Alpha Vinyl             | + 28"      |
| 7è | Axel Zingle      | Cofidis                            | + 38"      |
| 8è | Florian Sénéchal | Quick-Step Alpha Vinyl             | + 43"      |
| 9è | Quinten Hermans  | Intermarché-Wanty-Gobert Matériaux | + 46"      |
| 10è | Danny van Poppel | Bora-Hansgrohe                     | + 48"      |

### Etapa 4
| \| Classificació de l'etapa \| Classificació de l'etapa \| Classificació de l'etapa \| Classificació de l'etapa \| Classificació de l'etapa \| \| Corredor \| Corredor \| Equip \| Temps \| \| \| ------------------------ \| ------------------------ \| ---------------------------------- \| ------------------------ \| ------------------------ \| \| 1r \| Quinten Hermans \| Intermarché-Wanty-Gobert Matériaux \| 4h 19' 39" \| \| \| 2n \| Mauro Schmid \| Quick-Step Alpha Vinyl \| + 0" \| \| \| 3r \| Tim Wellens \| Lotto-Soudal \| + 4" \| \| \| 4t \| Lorenzo Rota \| Intermarché-Wanty-Gobert Matériaux \| + 6" \| \| \| 5è \| Dries De Bondt \| Alpecin-Fenix \| + 29" \| \| \| 6è \| Victor Campenaerts \| Lotto-Soudal \| + 29" \| \| \| 7è \| Mark Donovan \| Team DSM \| + 2' 20" \| \| \| 8è \| Yves Lampaert \| Quick-Step Alpha Vinyl \| + 2' 22" \| \| \| 9è \| Mads Pedersen \| Trek-Segafredo \| + 2' 27" \| \| \| 10è \| Jasper Philipsen \| Alpecin-Fenix \| + 2' 27" \| \| |                    |                                    |            |
| |                    |                                    |            |
| Font: ProCyclingStats |                    |                                    |            |
| Classificació de l'etapa |                    |                                    |            |
| Corredor | Corredor           | Equip                              | Temps      |
| 1r | Quinten Hermans    | Intermarché-Wanty-Gobert Matériaux | 4h 19' 39" |
| 2n | Mauro Schmid       | Quick-Step Alpha Vinyl             | + 0"       |
| 3r | Tim Wellens        | Lotto-Soudal                       | + 4"       |
| 4t | Lorenzo Rota       | Intermarché-Wanty-Gobert Matériaux | + 6"       |
| 5è | Dries De Bondt     | Alpecin-Fenix                      | + 29"      |
| 6è | Victor Campenaerts | Lotto-Soudal                       | + 29"      |
| 7è | Mark Donovan       | Team DSM                           | + 2' 20"   |
| 8è | Yves Lampaert      | Quick-Step Alpha Vinyl             | + 2' 22"   |
| 9è | Mads Pedersen      | Trek-Segafredo                     | + 2' 27"   |
| 10è | Jasper Philipsen   | Alpecin-Fenix                      | + 2' 27"   |

| \| Classificació general \| Classificació general \| Classificació general \| Classificació general \| Classificació general \| \| Corredor \| Corredor \| Equip \| Temps \| \| \| --------------------- \| --------------------- \| ---------------------------------- \| --------------------- \| --------------------- \| \| 1r \| Mauro Schmid \| Quick-Step Alpha Vinyl \| 12h 11' 41" \| \| \| 2n \| Tim Wellens \| Lotto-Soudal \| + 0" \| \| \| 3r \| Quinten Hermans \| Intermarché-Wanty-Gobert Matériaux \| + 8" \| \| \| 4t \| Lorenzo Rota \| Intermarché-Wanty-Gobert Matériaux \| + 41" \| \| \| 5è \| Victor Campenaerts \| Lotto-Soudal \| + 1' 05" \| \| \| 6è \| Dries De Bondt \| Alpecin-Fenix \| + 1' 50" \| \| \| 7è \| Mads Pedersen \| Trek-Segafredo \| + 2' 08" \| \| \| 8è \| Yves Lampaert \| Quick-Step Alpha Vinyl \| + 2' 13" \| \| \| 9è \| Oscar Riesebeek \| Alpecin-Fenix \| + 2' 33" \| \| \| 10è \| Jasper Philipsen \| Alpecin-Fenix \| + 2' 36" \| \| |                    |                                    |             |
| |                    |                                    |             |
| Font: ProCyclingStats |                    |                                    |             |
| Classificació general |                    |                                    |             |
| Corredor | Corredor           | Equip                              | Temps       |
| 1r | Mauro Schmid       | Quick-Step Alpha Vinyl             | 12h 11' 41" |
| 2n | Tim Wellens        | Lotto-Soudal                       | + 0"        |
| 3r | Quinten Hermans    | Intermarché-Wanty-Gobert Matériaux | + 8"        |
| 4t | Lorenzo Rota       | Intermarché-Wanty-Gobert Matériaux | + 41"       |
| 5è | Victor Campenaerts | Lotto-Soudal                       | + 1' 05"    |
| 6è | Dries De Bondt     | Alpecin-Fenix                      | + 1' 50"    |
| 7è | Mads Pedersen      | Trek-Segafredo                     | + 2' 08"    |
| 8è | Yves Lampaert      | Quick-Step Alpha Vinyl             | + 2' 13"    |
| 9è | Oscar Riesebeek    | Alpecin-Fenix                      | + 2' 33"    |
| 10è | Jasper Philipsen   | Alpecin-Fenix                      | + 2' 36"    |

### Etapa 5
| \| Classificació de l'etapa \| Classificació de l'etapa \| Classificació de l'etapa \| Classificació de l'etapa \| Classificació de l'etapa \| \| Corredor \| Corredor \| Equip \| Temps \| \| \| ------------------------ \| ------------------------ \| ---------------------------------- \| ------------------------ \| ------------------------ \| \| 1r \| Mark Cavendish \| Deceuninck-Quick Step \| 3h 50' 31" \| \| \| 2n \| Tim Merlier \| Alpecin-Fenix \| + 0" \| \| \| 3r \| Pascal Ackermann \| Bora-Hansgrohe \| + 0" \| \| \| 4t \| Dylan Groenewegen \| Jumbo-Visma \| + 0" \| \| \| 5è \| Nacer Bouhanni \| Arkéa-Samsic \| + 0" \| \| \| 6è \| Bryan Coquard \| B&B Hotels p/b KTM \| + 0" \| \| \| 7è \| Sasha Weemaes \| Sport Vlaanderen-Baloise \| + 0" \| \| \| 8è \| Niccolò Bonifazio \| Total Direct Énergie \| + 0" \| \| \| 9è \| Caleb Ewan \| Lotto-Soudal \| + 0" \| \| \| 10è \| Danny van Poppel \| Intermarché-Wanty-Gobert Matériaux \| + 0" \| \| |                   |                                    |            |
| |                   |                                    |            |
| Font: ProCyclingStats |                   |                                    |            |
| Classificació de l'etapa |                   |                                    |            |
| Corredor | Corredor          | Equip                              | Temps      |
| 1r | Mark Cavendish    | Deceuninck-Quick Step              | 3h 50' 31" |
| 2n | Tim Merlier       | Alpecin-Fenix                      | + 0"       |
| 3r | Pascal Ackermann  | Bora-Hansgrohe                     | + 0"       |
| 4t | Dylan Groenewegen | Jumbo-Visma                        | + 0"       |
| 5è | Nacer Bouhanni    | Arkéa-Samsic                       | + 0"       |
| 6è | Bryan Coquard     | B&B Hotels p/b KTM                 | + 0"       |
| 7è | Sasha Weemaes     | Sport Vlaanderen-Baloise           | + 0"       |
| 8è | Niccolò Bonifazio | Total Direct Énergie               | + 0"       |
| 9è | Caleb Ewan        | Lotto-Soudal                       | + 0"       |
| 10è | Danny van Poppel  | Intermarché-Wanty-Gobert Matériaux | + 0"       |

## Classificació final
| \| Classificació general \| Classificació general \| Classificació general \| Classificació general \| Classificació general \| \| Corredor \| Corredor \| Equip \| Temps \| \| \| --------------------- \| --------------------- \| --------------------------------------- \| --------------------- \| --------------------- \| \| 1r \| Mauro Schmid \| Quick-Step Alpha Vinyl \| 15h 58' 40" \| \| \| 2n \| Tim Wellens \| Lotto-Soudal \| + 0" \| \| \| 3r \| Quinten Hermans \| Intermarché-Wanty-Gobert Matériaux \| + 12" \| \| \| 4t \| Lorenzo Rota \| Intermarché-Wanty-Gobert Matériaux \| + 45" \| \| \| 5è \| Victor Campenaerts \| Lotto-Soudal \| + 1' 09" \| \| \| 6è \| Dries De Bondt \| Alpecin-Fenix \| + 1' 54" \| \| \| 7è \| Mads Pedersen \| Trek-Segafredo \| + 2' 12" \| \| \| 8è \| Jasper Philipsen \| Alpecin-Fenix \| + 2' 34" \| \| \| 9è \| Oscar Riesebeek \| Alpecin-Fenix \| + 2' 37" \| \| \| 10è \| Aaron Gate \| Bolton Equities Black Spoke Pro Cycling \| + 3' 03" \| \| |                    |                                         |             |
| |                    |                                         |             |
| Font: ProCyclingStats |                    |                                         |             |
| Classificació general |                    |                                         |             |
| Corredor | Corredor           | Equip                                   | Temps       |
| 1r | Mauro Schmid       | Quick-Step Alpha Vinyl                  | 15h 58' 40" |
| 2n | Tim Wellens        | Lotto-Soudal                            | + 0"        |
| 3r | Quinten Hermans    | Intermarché-Wanty-Gobert Matériaux      | + 12"       |
| 4t | Lorenzo Rota       | Intermarché-Wanty-Gobert Matériaux      | + 45"       |
| 5è | Victor Campenaerts | Lotto-Soudal                            | + 1' 09"    |
| 6è | Dries De Bondt     | Alpecin-Fenix                           | + 1' 54"    |
| 7è | Mads Pedersen      | Trek-Segafredo                          | + 2' 12"    |
| 8è | Jasper Philipsen   | Alpecin-Fenix                           | + 2' 34"    |
| 9è | Oscar Riesebeek    | Alpecin-Fenix                           | + 2' 37"    |
| 10è | Aaron Gate         | Bolton Equities Black Spoke Pro Cycling | + 3' 03"    |

## Evolució de les classificacions
| Etapa                  | Vencedor               | Classificació general | Classificació per punts | Classificació dels joves |
| ---------------------- | ---------------------- | --------------------- | ----------------------- | ------------------------ |
| 1                      | Mads Pedersen          | Mads Pedersen         | Mads Pedersen           | Thibau Nys               |
| 2                      | Jasper Philipsen       | Mads Pedersen         | Mads Pedersen           | Thibau Nys               |
| 3                      | Yves Lampaert          | Mads Pedersen         | Mads Pedersen           | Kévin Vauquelin          |
| 4                      | Quinten Hermans        | Mauro Schmid          | Mads Pedersen           | Kévin Vauquelin          |
| 5                      | Fabio Jakobsen         | Mauro Schmid          | Mads Pedersen           | Kévin Vauquelin          |
| Classificacions finals | Classificacions finals | Mauro Schmid          | Mads Pedersen           | Kévin Vauquelin          |